# Maggie Barrie
Margaret Vanessa Barrie, detta Maggie (29 maggio 1996), è una velocista sierraleonese.

## Biografia
Nata negli Stati Uniti, Barrie gareggia con il team dell'Università statale dell'Ohio ai campionati NCAA. Internazionalmente compete per la Sierra Leone a partire dal 2017.

## Palmarès
| Anno | Manifestazione      | Sede   | Evento      | Risultato  | Prestazione | Note                                     |
| ---- | ------------------- | ------ | ----------- | ---------- | ----------- | ---------------------------------------- |
| 2017 | Universiadi         | Taipei | 400 m piani | dns        | dns         |                                          |
| 2017 | Mondiali            | Londra | 400 m piani | Batteria   | 53"20       |                                          |
| 2018 | Campionati africani | Asaba  | 200 m piani | Semifinale | dns         |                                          |
| 2018 | Campionati africani | Asaba  | 400 m piani | 4ª         | 52"06       |                                          |
| 2019 | Giochi panafricani  | Rabat  | 200 m piani | 6ª         | 23"57       |                                          |
| 2019 | Giochi panafricani  | Rabat  | 400 m piani | Semifinale | dns         |                                          |
| 2019 | Giochi panafricani  | Rabat  | 4×400 m     | 7ª         | 3'47"74     |                                          |
| 2019 | Mondiali            | Doha   | 400 m piani | Batteria   | 52"16       | Miglior prestazione personale stagionale |
| 2021 | Giochi olimpici     | Tokyo  | 100 m piani | Batteria   | 11"45       | Miglior prestazione personale stagionale |